# Etoumbi
Etoumbi en by i provinsen Cuvette-Ouest i den nordvestlige del af Republikken Congo. Hovedparten af indbyggerne er beskæftiget med jagt i de lokale skove. 
Etoumbi har været ramt af fire udbrud af viruset Ebola. Man antager at disse udbrud skyldes at lokale har spist dyr der er fundet døde i de omkringliggende skove. I 2003 døde 120 personer som følge af et virusudbrud. I maj 2005 blev byen sat under karantæne på grund af et nyt udbrud.

## Eksterne links
- Congo's Ebolaby er lukket for omverdnen Arkiveret 18. februar 2006 hos  Wayback Machine, BBC, 20. maj 2005
- Multimap: Kort over Etoumbi Arkiveret 18. februar 2007 hos  Wayback Machine

1. ↑  ins-congo.cg (fra Wikidata).